# Anne-Cécile Orgerie
Anne-Cécile Orgerie est une chercheuse en informatique à l’Institut de recherche en informatique et systèmes aléatoires, spécialiste en efficacité énergétique des systèmes distribués.

## Biographie
Anne-Cécile Orgerie obtient un doctorat en informatique à l’École normale supérieure de Lyon au Laboratoire de l’informatique du parallélisme en 2011.  Après sa thèse, elle effectue un postdoctorat entre l’École normale supérieure de Lyon et l’université de Melbourne.  En 2012, elle est nommée chargée de recherche au CNRS à l’Institut de recherche en informatique et systèmes aléatoires à Rennes, puis directrice de recherche en 2022.

## Recherche
Les ordinateurs, les disques durs et les périphériques réseau et plus généralement les matériels informatiques consomment énormément d'énergie. Ces infrastructures ne se voient pas et cachent ainsi aux citoyens la réalité de la consommation d'électricité et l'utilisation de ressources physiques. Anne-Cécile Orgerie a réalisé des mesures électriques sur des infrastructures réelles, et a étudié leur consommation, pour identifier les sources de gaspillage
. Elle se concentre sur les infrastructures de cloud computing et les  réseaux électriques intelligents, afin de mettre au point des moyens de rendre ces infrastructures moins gourmandes et plus durables.

## Honneurs et distinctions
- En 2020 elle obtient la Médaille de bronze du CNRS ;
- en 2021 elle fait partie des 12 femmes informaticiennes dont le portrait est fait dans la bande dessinée «Les décodeuses du numérique»[3] ;
- en 2024 elle obtient le Prix Lovelace-Babbage de l'Académie des sciences, en partenariat avec la Société informatique de France[4].

## Publications
- Mathilde Jay, Vladimir Ostapenco,, Laurent Lefèvre, Denis Trystram,, Anne-Cécile Orgerie et Benjamin Fich, « An experimental comparison of software-based power meters: focus on CPU and GPU », CGrid 2023 - 23rd IEEE/ACM international symposium on cluster, cloud and internet computing, Bangalore (Inde),‎ mai 2023, p. 1-13 (lire en ligne)